# Felix Brenart
Felix Willem Antonius Brenart (Leuven, 23 november 1720 - Anholt, 26 oktober 1794) was de zeventiende bisschop van Brugge en de laatste onder het ancien régime.

## Levensloop
Brenart werd geboren in een Leuvense adellijke familie. Zijn vader, ridder Jan Antoon Brenart, heer van Korbeek-Lo, doceerde rechten aan de universiteit van Leuven. 
Op 19 december 1744 werd hij, na licentiaat te zijn geworden in beide rechten, tot priester gewijd. In 1745 werd hij kanunnik van het Sint-Pieterskapittel in Leuven en in 1751 werd hij deken van de Sint-Gummaruskerk in Lier. In 1758 werd hij benoemd tot geestelijk raadslid in de Grote Raad van Mechelen.
In de volgende tien jaar schreef Brenart in opdracht van minister von Cobenzl aan een werk over de geschiedenis van de katholieke Kerk in de Zuidelijke Nederlanden.

## Bisschop van Brugge
In 1777 werd Brenart tot bisschop van Brugge benoemd en gewijd. Zijn bisschopsleuze luidde: 'Sine Minerva nihil' (Niets zonder wetenschap), geïnspireerd door de Verlichting.
Brenart was bisschop in moeilijke tijden. Enerzijds trad hij op tegen het onoverzichtelijk geheel van volksdevoties en processies, net als tegen de overbodige grafmonumenten en wapenkabinetten in de kerken. Daardoor ging hij in tegen gevestigde gewoonten en tradities. Anderzijds verzette hij zich tegen staatsinmenging in zijn beleid, ook al was hij voor vele zaken wel bereid met de overheid mee te werken.
Toen de revolutietijd aanbrak koos Brenart de zijde van de Brabantse Omwenteling. Toen de Oostenrijkers tot tweemaal toe het land heroverden en toen een korte Franse overheersing plaatsvond, hield hij zich gedeisd. Hij ageerde echter in stijgende mate tegen de Franse republiek, die hij als een levensgroot gevaar beschouwde. Toen de Franse troepen in juni 1794 weer in aantocht waren, sloeg hij op de vlucht naar Duitsland. Korte tijd daarop overleed hij.
Het bisdom werd in de moeilijke tijden na de vlucht en het overlijden van Brenart bestuurd door vicarissen. Na het sluiten van het Concordaat in 1801, werd het bisdom opgeheven. Het department van de Leie (West-Vlaanderen) werd kerkelijk ingedeeld als onderdeel van het bisdom Gent.